# Porto de Salvador
O Porto de Salvador é um porto brasileiro localizado na cidade de Salvador, capital do estado da Bahia. Ele é conectado ao centro da cidade de Salvador pelo centro histórico. O porto está localizado na região da Cidade Baixa. Encontra-se na ponta de uma península que separa a baía de Todos os Santos do Oceano Atlântico.
O porto pertence à União, e o Governo Federal é responsável por sua administração por meio da Companhia das Docas do Estado da Bahia (CODEBA). A CODEBA foi instituída para gerenciar e distribuir as cargas em todo o estado da Bahia. Para garantir operações eficazes, a empresa viabilizou uma moderna infraestrutura e suporte tecnológico para o Porto de Salvador, o que inclui um novo terminal de passageiros, além de outras intervenções que visam melhorar não só a infraestrutura do porto mas também a recepção turística. Já o embarque e desembarque de cargas é operado, desde 2000, pela Tecon Salvador.
Junto aos portos de Suape (Pernambuco), Itaqui (Maranhão) e Pecém (Ceará), formam um dos maiores complexos portuários do Brasil. Em 2012, o Porto de Salvador ficou em oitavo lugar dentre os principais portos do país na movimentação de contêineres. Em contrapartida, é o principal terminal de importação e exportação de cargas de longo curso do Nordeste.

## História

### Origem

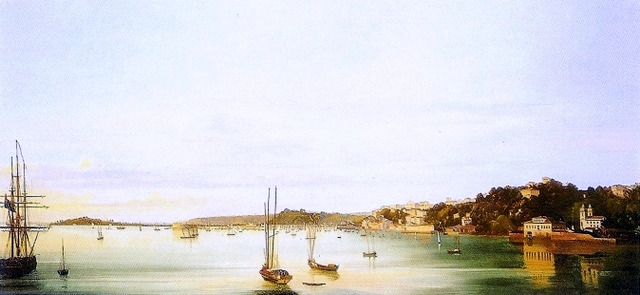
Obra Vista do porto de Salvador no século XIX, de Giuseppe Leone Righini.

O funcionamento do Porto de Salvador remonta ao ano de 1816, sendo que, no transcorrer do século passado, foram estabelecidos vários planos para o seu desenvolvimento. A partir de 25 de fevereiro de 1891, assumiu a responsabilidade da execução de novas obras a Companhia Docas e Melhoramentos da Bahia, transformada, em 28 de fevereiro de 1893, na Companhia Internacional de Docas e Melhoramentos do
Brasil e, ainda, em 2 de abril de 1906, na Companhia Cessionária das Docas do Porto da Bahia. Como construção de maior relevância foi iniciado o cais da Alfândega, em 18 de janeiro de 1911, que teve o seu primeiro trecho liberado para atracação em 17 de julho do mesmo ano, quando recebeu o pequeno vapor Canavieiras, o primeiro navio que atracou no Porto de Salvador que este ainda em construção.
Foi, durante os primeiros séculos da Colônia, um dos portos mais movimentados das Américas, sendo Salvador a sede administrativa do Brasil Colonial. Neste período era chamado simplesmente de Porto do Brasil, sendo por ele que chegavam as mercadorias comercializadas com a Metrópole e outras nações.

### Período posterior

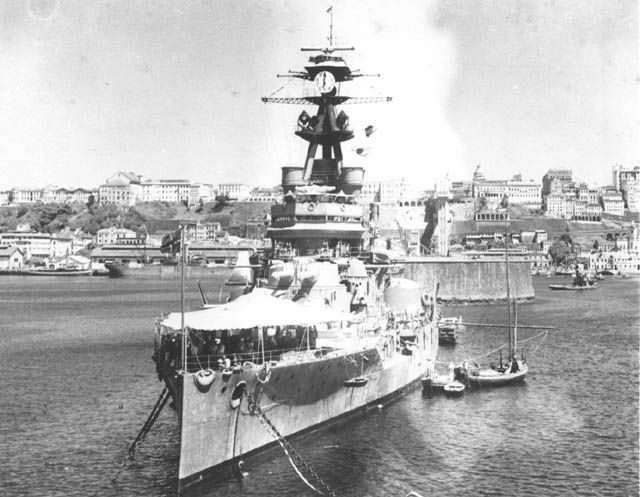
Encouraçado Minas Geraes (1942) durante a Segunda Guerra Mundial no porto de Salvador.

Situado numa área naturalmente protegida da baía de Todos os Santos, o porto somente no século XX veio a ser objeto de obras que o modernizaram relativamente, como novas dragagens, conclusão da muralha do cais, serviços de iluminação e mais seis guindastes para carga e descarga.
Era protegido por uma fortaleza de formato circular, algo bastante incomum, o Forte de São Marcelo.
Oficialmente, a inauguração do porto ocorreu em 13 de maio de 1913. O decreto n.º 11.236, de 21 de outubro de 1914, especificou as obras a serem concluídas, em prosseguimento aos 750 metros de cais e seis armazéns então existentes. Os trabalhos se processaram lentamente. No fim de 1916, foi entregue ao tráfego o armazém número 7 e, em 16 de janeiro de 1922, o cais denominado Comendador Ferreira. A empresa concessionária mudou novamente a sua razão social, em 25 de junho de 1941, para Companhia Docas da Bahia. O porto sofreu intervenção federal nos termos do decreto n.º 67.677, de 30 de novembro de 1970, sendo depois encampado pela União, conforme o decreto n.º 77.297, de 15 de março de 1976. Por fim, a sua administração passou à Companhia das Docas do Estado da Bahia, criada em 17 de fevereiro de 1977, como controlada da Empresa de Portos do Brasil S.A. (Portobras), extinta em 1990.
A portaria do Ministério dos Transportes n.º 239, de 27 de junho de 1996, publicada no Diário Oficial da União do dia seguinte, determinou a área do porto organizado de Salvador.

## Características

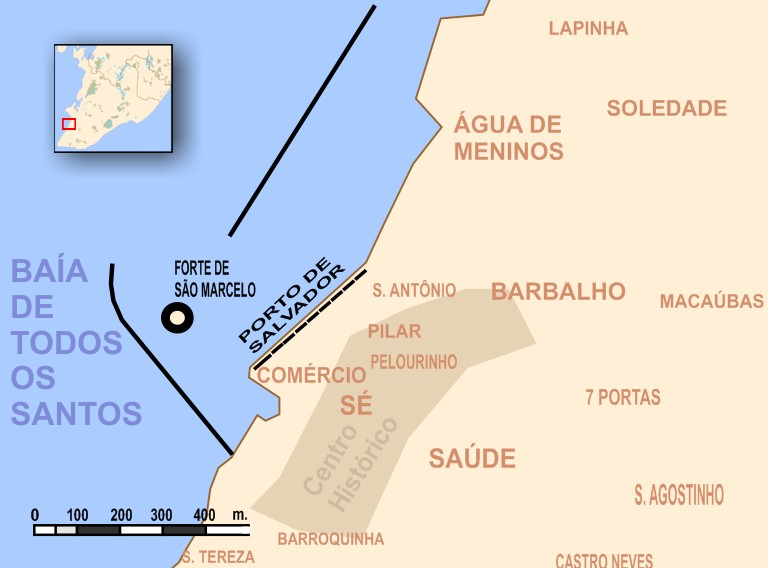
Localização do Porto: Forte de São Marcelo com sua forma inusitada; quebra-mares sul e norte.

O Porto de Salvador está ligado ao ao interior do Brasil por via ferroviária (operados pela Ferrovia Centro-Atlântica), rodoviária (Via Expressa Baía de Todos os Santos e pela rodovia federal BR-324) e marítima pelo canal de acesso na baía de Todos os Santos. O porto está protegido contra flutuações de maré por um quebra-mar com 2 085 metros de cais acostáveis dividido em três trechos. Dois canais trazem navios transoceânicos no porto. A área de ancoragem é de 700 metros de largura, com profundidades de nove a doze metros. Os principais produtos importados através do Porto de Salvador são o trigo e grãos, alimentos, produtos químicos, equipamentos, veículos, malte e eletroeletrônicos. As principais exportações incluem produtos químicos, petroquímicos, metalúrgico e siderúrgicos, minérios, pneus automotivos, granito, frutas e sucos, sisal, celulose, tara, cobre, e veículos.

## Terminal de contêineres
O terminal de contêineres é operado por empresa do grupo Wilson Sons, a Tecon Salvador. A ampliação das operações está dependente de assinatura do contrato pelo governo federal.
Em 2007, mais de três milhões de toneladas de carga foi movimentada pelo Porto de Salvador, incluindo 2,6 milhões de toneladas de carga de longo curso e 530 mil toneladas de carga interna (cabotagem). No mesmo ano, o Porto de Salvador movimentou 1,6 toneladas de exportações de contêineres em 73 mil TEU e 753 mil toneladas em importações de contêineres em 71 mil TEU.

## Terminal de passageiros
O terminal de passageiros do Porto de Salvador, construído por 50 milhões de reais, foi leiloado em maio de 2016 por 8,5 milhões de reais para o consórcio Contermas. A ele foi arrendado por 25 anos com a exigência de investimentos em infraestrutura de 7 milhões de reais e pagamento ao governo de 34,5 milhões de reais no total divididos ao longo da concessão.
Foram 148 mil passageiros na temporada 2014/2015 e previu-se crescimento nas duas temporadas seguintes: 155 mil passageiros (58 navios) na temporada 2015/2016 e, após administração do operador privado, 175 mil passageiros na temporada 2016/2017.
Em 2007, o porto recebeu 88 navios-cruzeiros, transportando 1421 passageiros.